# Régine Vial
 (mai 2020).
Si vous disposez d'ouvrages ou d'articles de référence ou si vous connaissez des sites web de qualité traitant du thème abordé ici, merci de compléter l'article en donnant les références utiles à sa vérifiabilité et en les liant à la section « Notes et références ».
 (avril 2025).
Il peut être nécessaire de l'améliorer pour respecter le principe de neutralité de point de vue. Veuillez consulter la page de discussion pour plus de détails.

Pour les articles homonymes, voir Vial.
Régine Vial, née le 31 janvier 1958 à Saint-Étienne, est une distributrice et productrice française.

## Biographie
Après avoir enseigné le français et réalisé deux films avec ses élèves, Régine Vial prend la direction du cinéma Le France de Saint-Étienne. Elle travaille ensuite pendant trois ans chez Gaumont sur le développement du Cinéma d'art et d'essai auprès du public scolaire et enfant, avant d'être engagée par la société de production Les Films du Losange dont elle devient responsable de la distribution en 1986. Elle a notamment été chargée de la distribution française de films comme les Contes des Quatre Saisons d'Eric Rohmer, Noce blanche (1989), Breaking the Waves (1996), Être et avoir (2002), Amour (2012), L'Inconnu du lac (2013) ou encore La Douleur (2018).
Elle suit les carrières de réalisateurs comme Eric Rohmer, Jacques Rivette, Barbet Schroeder, Jean-Luc Godard ou encore Michael Haneke (dont Le Ruban Blanc et Amour, tous deux récompensés d'une Palme d'Or au Festival de Cannes), le cinéaste danois Lars von Trier (Dancer in the Dark, Palme d’Or au Festival de Cannes 2000) et le documentariste Nicolas Philibert (Être et Avoir, La Maison de la Radio).
Depuis l'automne 2000, elle fait partie du Club des Cinq, association de cinq distributeurs créée en vue de protéger et développer les moyens d'action de la distribution indépendante, aux côtés de Jean-Michel Rey (Rezo Films), Michel Saint-Jean (Diaphana Distribution) et Fabienne Vonier (Pyramide Distribution).
En janvier 2003, elle est récompensée par le trophée « Personnalité de l'année » par les lecteurs du Film Français à la suite du succès en salles de Être et avoir.
En 2006, elle crée l'association « Europa Distribution » avec le réalisateur Robert Guédiguian et les distributrices Fabienne Vonier et Kirsten Dalgaard, dans le but de donner un nouvel élan à la distribution de films d'auteur en Europe en unissant des distributeurs de plusieurs pays européens. Elle est vice-présidente de cette association ainsi que membre des Distributeurs Indépendants Réunis Européens (DIRE). Elle s'implique tout particulièrement dans la question de la numérisation des films et des salles, et travaille depuis 2013 à la restauration et à la numérisation du catalogue des Films du Losange auprès de Margaret Menegoz.
En 2008, sort La Fabrique des Sentiments, de Jean-Marc Moutout, son premier film en tant que productrice (toujours pour Les Films du Losange). En 2009, elle renouvelle l'expérience avec ce même réalisateur pour De bon matin.
Elle est faite chevalier de la Légion d'honneur en 2013 et est également chevalier des Arts et des Lettres, ainsi qu'officier de l'ordre national du Mérite.
En 2016, elle reçoit avec la productrice des Films du Losange Margaret Menegoz le prix Fabienne Vonier du Festival Lumière, décerné par Thierry Frémaux.

## Filmographie

### En tant que distributrice
- 1986 : Quatre aventures de Reinette et Mirabelle d'Éric Rohmer
- 1986 : La Bande des quatre de Jacques Rivette
- 1987 : L'Ami de mon amie d'Éric Rohmer
- 1987 : La Mort d'Empédocle de Jean-Marie Straub et Danièle Huillet
- 1988 : Dandin de Roger Planchon
- 1988 : De bruit et de fureur de Jean-Claude Brisseau
- 1988 : Epidemic de Lars von Trier
- 1989 : Noce blanche de Jean-Claude Brisseau
- 1990 : Le Champignon des Carpathes de Jean-Claude Biette
- 1990 : Conte de printemps d'Éric Rohmer
- 1990 : Europa Europa d'Agnieszka Holland
- 1991 : Le Jour des rois de Marie-Claude Treilhou
- 1992 : Conte d'hiver d'Éric Rohmer
- 1993 : L'Arbre, le Maire et la Médiathèque d'Éric Rohmer
- 1993 : Louis, enfant roi de Roger Planchon
- 1994 : L'Anneau de crin d'Andrzej Wajda
- 1994 : Le Bateau de mariage de Jean-Pierre Améris
- 1994 : Lettres pour L... de Romain Goupil
- 1994 : Lou n'a pas dit non d'Anne-Marie Miéville
- 1994 : Le Mirage de Jean-Claude Guiguet
- 1994 : Priez pour nous de Jean-Philippe Vergne
- 1995 : Les Apprentis de Pierre Salvadori
- 1995 : Au petit Marguery de Laurent Bénégui
- 1995 : Madame Butterfly de Frédéric Mitterrand
- 1995 : Les Rendez-vous de Paris d'Éric Rohmer
- 1995 : Riaba ma poule d'Andreï Kontchalovski
- 1995 : Rosine de Christine Carrière
- 1996 : Breaking the waves de Lars Von Trier
- 1996 : For ever Mozart de Jean-Luc Godard
- 1996 : Hors jeu de Karim Dridi
- 1996 : Conte d'été d'Éric Rohmer
- 1996 : Le Bel Été 1914 de Christian de Chalonge
- 1997 : Le Poids du déshonneur (Before and After) de Barbet Schroeder
- 1997 : Le Cercle parfait d'Ademir Kenović
- 1997 : Les Lumière de Berlin de Wim Wenders
- 1997 : Ni d’Ève ni d'Adam de Jean-Paul Civeyrac
- 1997 : Nous sommes tous encore ici d'Anne-Marie Miéville
- 1997 : Un été à la goulette de Ferid Boughédir
- 1997 : Voyage au début du monde de Manoel de Oliveira
- 1998 : Conte d'automne de Éric Rohmer
- 1998 : Lautrec de Roger Planchon
- 1998 : … Comme elle respire de Pierre Salvadori
- 1998 : Les Idiots de Lars von Trier
- 1998 : Festen de Thomas Vinterberg
- 1999 : À mort la mort de Romain Goupil
- 1999 : Les passagers de Jean-Claude Guiguet
- 1999 : Qui plume la lune ? de Christine Carrière
- 1999 : Adieu, plancher des vaches ! de Otar Iosseliani
- 1999 : Un jour sans soleil de Bent Hamer
- 2000 : Pan Tadeusz d'Andrzej Wajda
- 2000 : La Vierge des tueurs de Barbet Schroeder
- 2000 : La Saison des hommes de Moufida Tlatli
- 2000 : Dancer in the dark de Lars von Trier
- 2000 : Les Marchands de sable de Pierre Salvadori
- 2000 : Le Pique-nique de Lulu Kreutz de Didier Martiny
- 2000 : Les Solitaires de Jean-Paul Civeyrac
- 2001 : Carrément à l'ouest de Jacques Doillon
- 2001 : De l'histoire ancienne d'Orso Miret
- 2001 : Italian for Beginners de Lone Scherfig
- 2001 : Va savoirde Jacques Rivette
- 2002 : Lundi matin d'Otar Iosseliani
- 2002 : Une pure coïncidence de Romain Goupil
- 2002 : Être et avoir de Nicolas Philibert
- 2002 : Un monde presque paisible de Michel Deville
- 2003 : Un homme sans l'Occident de Raymond Depardon
- 2003 : Quand tu descendras du ciel d'Eric Guirado
- 2003 : Dogville de Lars von Trier
- 2003 : Raja de Jacques Doillon
- 2003 : Le Temps du loup de Michael Haneke
- 2003 : Histoire de Marie et Julien de Jacques Rivette
- 2003 : Kitchen Stories de Bent Hamer
- 2004 : Violence des échanges en milieu tempéré de Jean-Marc Moutout
- 2004 : Eau dormante de Sabiha Sumar
- 2004 : Viva Laldjérie de Nadir Moknèche
- 2004 : Notre musique de Jean-Luc Godard
- 2004 : 10e chambre, instants d’audiences de Raymond Depardon
- 2004 : Ne quittez pas ! d'Arthur Joffé
- 2004 : Basse Normandie de Simon Reggiani et Patricia Mazuy
- 2004 : Wilbur de Lone Scherfig
- 2004 : Le Silence d'Orso Miret
- 2005 : Un fil à la patte de Michel Deville
- 2005 : Caché de Michael Haneke
- 2005 : Une famille allemande d'Oskar Roehler
- 2005 : Va, vis et deviens de Radu Mihaileanu
- 2005 : Dear Wendy de Thomas Vinterberg
- 2005 : Bænken de Per Fly
- 2005 : Inheritance de Per Fly
- 2005 : Manderlay de Lars von Trier
- 2005 : Pour un seul de mes deux yeux de Avi Mograbi
- 2005 : Gentille de Sophie Fillières
- 2006 : Cache-Cache de Yves Caumon
- 2006 : Aurore de Nils Tavernier
- 2006 : Homicide de Per Fly
- 2006 : Bled Number One de Rabah Ameur-Zaïmeche
- 2006 : Jardins en automne d'Otar Iosseliani
- 2006 : Les Amitiés maléfiques d'Emmanuel Bourdieu
- 2006 : Bamako d'Abderrahmane Sissako
- 2006 : L’Étoile du soldat de Christophe de Ponfilly
- 2006 : La Flûte enchantée de Kenneth Branagh
- 2007 : Le Direktør de Lars von Trier
- 2007 : Ne touchez pas la hache de Jacques Rivette
- 2007 : L'Avocat de la terreur de Barbet Schroeder
- 2007 : Délice Paloma de Faouzi Bensaïdi
- 2007 : Le Fils de l'épicier d'Éric Guirado
- 2007 : Retour en Normandie de Nicolas Philibert
- 2007 : Nous les vivants de Roy Andersson
- 2008 : Funny Games U.S. de Michael Haneke
- 2008 : Les Sept Jours de Ronit et Shlomi Elkabetz
- 2008 : Versailles de Pierre Schoeller
- 2008 : La Frontière de l'aube de Philippe Garrel
- 2008 : Les Plages d'Agnès d'Agnès Varda
- 2008 : Quatre nuits avec Anna de Jerzy Skolimowski
- 2008 : La Fabrique des sentiments de Jean-Marc Moutout
- 2009 : Pour un instant, la liberté d'Arash T. Riahi
- 2009 : Le Ruban blanc de Michael Haneke
- 2009 : Erik Nietzsche, mes années de jeunesse de Jacob Thuesen (de)
- 2009 : Z32 d'Avi Mograbi
- 2009 : Un chat un chat de Sophie Fillières
- 2009 : Sois sage de Juliette Garcias
- 2009 : Antichrist de Lars von Trier
- 2009 : Le Roi de l'évasion d'Alain Guiraudie
- 2009 : Marching Band de Claude Miller
- 2009 : 36 vues du Pic Saint-Loup de Jacques Rivette
- 2009 : Le Père de mes enfants de Mia Hansen-Løve
- 2010 : Tatarak d'Andrzej Wajda
- 2010 : Nénette de Nicolas Philibert
- 2010 : Cleveland contre Wall Street de Jean-Stéphane Bron
- 2010 : Chantrapas d'Otar Iosseliani
- 2010 : Au fond des bois de Benoit Jacquot
- 2010 : Des filles en noir de Jean-Paul Civeyrac
- 2010 : Le quattro volte de Michelangelo Frammartino
- 2010 : Les Mains en l'air de Romain Goupil
- 2011 : De bon matin de Jean-Marc Moutout
- 2011 : Morgen de Marian Crisan
- 2011 : Pina de Wim Wenders
- 2011 : Un amour de jeunesse de Mia Hansen-Løve
- 2011 : Melancholia de Lars von Trier
- 2012 : Amour de Michael Haneke
- 2012 : Indignadosde Tony Gatlif
- 2012 : Low Life de Nicolas Klotz et Elisabeth Perceval
- 2012 : Tue-moi d'Emily Atef
- 2012 : Holy Motors de Leos Carax
- 2012 : À perdre la raison de Joachim Lafosse
- 2012 : Love is all you need de Susanne Bier
- 2013 : Michael Kohlhaas d'Arnaud des Pallières
- 2013 : L'Inconnu du lac d'Alain Guiraudie
- 2013 : Grigris de Mahamat Saleh Haroun
- 2013 : La Maison de la radio de Nicolas Philibert
- 2013 : Goodbye Morocco de Nadir Moknèche
- 2013 : Die andere Heimat (Chronique d'un rêve) d'Edgar Reitz
- 2014 : Nymphomaniac de Lars von Trier
- 2014 : L'Expérience Blocher de Jean-Stéphane Bron
- 2014 : Arrête ou je continue de Sophie Fillières
- 2014 : La Ligne de partage des eaux de Dominique Marchais
- 2014 : Le Procès de Viviane Amsalem de Shlomi Elkabetz
- 2014 : Sils Maria d'Olivier Assayas
- 2014 : Geronimo de Tony Gatlif
- 2014 : Baal de Volker Schlöndorff
- 2014 : Mon amie Victoria de Jean-Paul Civeyrac
- 2015 : Les Jours venus de Romain Goupil
- 2015 : 1001 grammes de Bent Hamer
- 2015 : Un pigeon perché sur une branche philosophait sur l'existence de Roy Andersson
- 2015 : Une mère de Christine Carrière
- 2015 : Amnesia de Barbet Schroeder
- 2015 : Une enfance de Philippe Claudel
- 2015 : Le Feu sacré de Arthur Joffé
- 2015 : Chant d'hiver de Otar Iosseliani
- 2015 : Préjudice de Antoine Cuypers
- 2016 : L'Avenir de Mia Hansen-Løve
- 2016 : Le Fils de Joseph de Eugène Green
- 2016 : Rester vertical de Alain Guiraudie
- 2016 : Olli Mäki de Juho Kuosmanen
- 2016 : Personal Shopper de Olivier Assayas
- 2016 : Diamond Island de Davy Chou
- 2017 : L'Indomptée de Caroline Deruas
- 2017 : L'Opéra de Jean-Stéphane Bron
- 2017 : À mon âge je me cache encore pour fumer de Rayhana
- 2017 : Le Vénérable W. de Barbet Schroeder
- 2017 : Djam de Tony Gatlif
- 2017 : Happy End de Michael Haneke
- 2017 : Prendre le large de Gaël Morel
- 2017 : Makala d'Emmanuel Gras
- 2017 : La Douleur de Emmanuel Finkiel
- 2017 : The Rider de Chloé Zhao
- 2018 : Transit de Christian Petzold
- 2018 : L'Île au trésor de Guillaume Brac
- 2018 : Contes de juillet de Guillaume Brac
- 2018 : De chaque instant de Nicolas Philibert
- 2018 : The House that Jack Built de Lars von Trier
- 2018 : Maya de Mia Hansen-Løve
- 2019 : Nuestro Tiempo de Carlos Reygadas
- 2019 : Les Particules de Blaise Harrison
- 2019 : Haut les filles de François Armanet
- 2019 : Vif-Argent de Stéphane Batut
- 2019 : Jeanne de Bruno Dumont
- 2019 : L'audition d'Ina Weisse
- 2019 : Lola vers la mer de Laurent Micheli
- 2020 : Merveilles à Montfermeil de Jeanne Balibar
- 2020 : Epicentro d'Hubert Sauper
- 2020 : Oskar et Lily d'Arash T. Riahi
- 2020 : Ondine de Christian Petzold
- 2020 : Garçon chiffon de Nicolas Maury
- 2021 : Suzanna Andler de Benoît Jacquot
- 2021 : Une Histoire à soi d'Amandine Gay
- 2021 : Bergman Island de Mia Hansen-Løve
- 2021 : Tom Medina de Tony Gatlif
- 2021 : Les Intranquilles de Joachim Lafosse
- 2021 : Marcher sur l'eau d'Aïssa Maïga
- 2021 : White Building de Kavich Neang
- 2022 : L'Horizon d'Émilie Carpentier
- 2022 : Viens je t'emmène d'Alain Guiraudie
- 2022 : Il buco de Michelangelo Frammartino
- 2022 : La Maman et la Putain de Jean Eustache
- 2022 : Un beau matin de Mia Hansen-Løve
- 2022 : Pacifiction : Tourment sur les Îles d'Albert Serra
- 2022 : Saint Omer d'Alice Diop
- 2023 : Retour à Séoul de Davy Chou (également actrice)
- 2023 : De Humani Corporis Fabrica de Lucien Castaing-Taylor et Véréna Paravel
- 2023 : Titina de Kajsa Næss
- 2023 : El agua de Elena Lо́pez Riera
- 2023 : Sur l'Adamant de Nicolas Philibert
- 2023 : War Pony de Gina Gammell et Riley Keough
- 2023 : A Short Story de Bi Gan
- 2023 : La Bête dans la jungle de Patric Chiha
- 2023 : Le Ciel rouge de Christian Petzold
- 2023 : Anselm : Le Bruit du temps de Wim Wenders
- 2023 : Ricardo et la Peinture de Barbet Schroeder
- 2024 : Un silence de Joachim Lafosse
- 2024 : Il n'y a pas d'ombre dans le désert de Yossi Aviram
- 2024 : Averroès & Rosa Parks de Nicolas Philibert
- 2024 : La Machine à écrire et autres sources de tracas de Nicolas Philibert
- 2024 : C'est pas moi de Leos Carax
- 2024 : Sons de Gustav Möller
- 2024 : La Prisonnière de Bordeaux de Patricia Mazuy
- 2024 : Dahomey de Mati Diop
- 2024 : Miséricorde de Alain Guiraudie
- 2024 : Mon inséparable de Anne-Sophie Bailly
- 2025 : Spectateurs ! de Arnaud Desplechin
- 2025 : Les Damnés de Roberto Minervini
- 2025 : La Cache de Lionel Baier
- 2025 : Lettres siciliennes de Fabio Grassadonia et Antonio Piazza
- 2025 : Ange de Tony Gatlif
- 2025 : Miroirs n°3 de Christian Petzold
- 2025 : Oui de Nadav Lapid
- 2025 : Six jours, ce printemps-là de Joachim Lafosse

### En tant que productrice
- 2008 : La Fabrique des sentiments de Jean-Marc Moutout
- 2011 : De bon matin de Jean-Marc Moutout
- 2023 : Ricardo et la Peinture de Barbet Schroeder
- 2024 : Un silence de Joachim Lafosse
- 2025 : Six jours, ce printemps-là de Joachim Lafosse

## Distinctions pour les films distribués

### Années 1990
- 1994 : Grand Prix au Festival International du Film Belfort pour Lou n’a pas dit non d'Anne-Marie Miéville
- 1994 : Bayard d'Or de la meilleure contribution artistique au Festival International du Film Francophone de Namur pour Lou n’a pas dit non d'Anne-Marie Miéville
- 1994 : Léopard de Bronze au Festival de Locarno pour Rosine de Christine Carrière
- 1995 : César du Meilleur Costume pour Madame Butterfly de Frédéric Mitterrand
- 1996 : Grand Prix du jury au Festival de Cannes pour Breaking the Waves de Lars von Trier
- 1996 : Prix du cinéma européen : meilleur film et meilleure actrice pour Breaking the Waves de Lars von Trier
- 1997 : César du meilleur film étranger pour Breaking the Waves de Lars von Trier
- 1998 : Prix du scénario du Festival de Venise pour Conte d'automne d'Éric Rohmer
- 1998 : Prix du jury du Festival de Cannes pour Festen de Thomas Vinterberg
- 1999 : Prix Louis-Delluc pour Adieu, plancher des vaches ! d'Otar Iosseliani

### Années 2000
- 2000 : Prix Jean-Vigo pour Les Solitaires de Jean-Paul Civeyrac
- 2001 : Ours d'Argent au Festival international du film de Berlin pour Italian for Beginners de Lone Scherfig
- 2001 : Meilleur second rôle féminin, Bodil pour Italian for Beginners de Lone Scherfig
- 2001 : Prix du public au Festival Paris Cinéma pour Italian for Beginners de Lone Scherfig
- 2001 : Meilleur scénario (Lone Scherfig), meilleur second rôle masculin (Peter Gantzler) et meilleur second rôle féminin (Ann Eleonora Jørgensen) au Robert Awards pour Italian for Beginners de Lone Scherfig
- 2002 : Prix Louis Delluc pour Être et avoir de Nicolas Philibert
- 2005 : Prix de la mise en scène au Festival de Cannes 2005 pour Caché de Michael Haneke
- 2005 : Prix du cinéma européen : meilleur film, meilleur acteur (Daniel Auteuil), meilleur réalisateur (Michael Haneke), meilleur montage (Michael Hudecek (de) et Nadine Muse) pour Caché de Michael Haneke
- 2005 : Prix du Public à la Berlinale pour Va, vis et deviens de Radu Mihaileanu
- 2006 : Étoiles d'or de la presse du cinéma français (Étoile d'or du scénariste) pour Caché de Michael Haneke
- 2006 : Prix de la Jeunesse - Un certain regard au Festival de Cannes  pour Bled Number One de Rabah Ameur-Zaïmeche
- 2006 : Grand Prix de la Semaine internationale de la critique au Festival de Cannes pour Les amitiés maléfiques d'Emmanuel Bourdieu
- 2007 : César du meilleur espoir masculin pour Les amitiés maléfiques de Emmanuel Bourdieu
- 2009 : Palme d'or du Festival de Cannes pour Le Ruban blanc de Michael Haneke
- 2009 : European Film Award du film de l'année pour Le Ruban blanc de Michael Haneke
- 2009 : César du meilleur film documentaire pour Les Plages d’Agnès d'Agnès Varda
- 2009 : Sélection à la Quinzaine des Réalisateurs du Festival de Cannes pour Le Roi de l'évasion d'Alain Guiraudie
- 2009 : Prix d'interprétation féminine au Festival de Cannes pour Antichrist de Lars von Trier
- 2009 : Sélection officielle à la Berlinale pour Un chat un chat de Sophie Fillières
- 2009 : Sélection officielle au Festival de Venise pour 36 vues du Pic Saint-Loup de Jacques Rivette
- 2009 : Sélection officielle Un certain regard au Festival de Cannes pour Le Père de mes enfants de Mia Hansen-Løve

### Années 2010
- 2010 : Golden Globe du meilleur film étranger pour Le Ruban blanc de Michael Haneke
- 2010 : Sélection à la Quinzaine des Réalisateurs du Festival de Cannes pour Le quattro volte de Michelangelo Frammartino
- 2011 : Prix du cinéma européen : Prix Arte du documentaire européen de l'année pour Pina de Wim Wenders
- 2011 : Prix d'interprétation féminine au Festival de Cannes pour Melancholia de Lars von Trier
- 2011 : European Awards du meilleur film, de la meilleure photographie et des meilleurs décors pour Mélancholia de Lars von Trier
- 2012 : Palme d'or du Festival de Cannes pour Amour de Michael Haneke
- 2012 : European Film Award du film de l'année pour Amour de Michael Haneke
- 2012 : Prix de la jeunesse au Festival de Cannes pour Holy Motors de Leos Carax
- 2013 : Bafta du meilleur film étranger pour Amour de Michael Haneke
- 2013 : Golden Globe du meilleur film étranger pour Amour de Michael Haneke
- 2013 : Oscar du meilleur film étranger pour Amour de Michael Haneke
- 2013 : César du meilleur film pour Amour de Michael Haneke
- 2013 : Queer Palm du Festival de Cannes pour  L'Inconnu du lac d'Alain Guiraudie
- 2013 : Prix de la mise en scène Un Certain Regard au Festival de Cannes pour L'Inconnu du lac d'Alain Guiraudie
- 2013 : Prix Vulcain de l'artiste technicien pour Grigris de Mahamat Saleh Haroun
- 2014 : César de meilleur son pour Michael Kohlhaas de Arnaud des Pallières
- 2014 : César de la meilleure musique originale pour Michael Kohlhaas d'Arnaud des Pallières
- 2014 : César du meilleure espoir masculin pour L'Inconnu du lac d'Alain Guiraudie
- 2014 : Lion d'Or à la Mostra de Venise pour Un pigeon perché sur une branche philosophait sur l'existence de Roy Andersson
- 2016 : Prix de la mise en scène au Festival de Cannes pour Personal Shopper d'Olivier Assayas
- 2017 : Grand Prix au Festival du cinéma américain de Deauville pour The Rider de Chloé Zhao
- 2018 : Prix du jury professionnel au Festival international du film d'Histoire de Pessac pour La Douleur d'Emmanuel Finkiel
- 2018 : Prix Jean-Vigo pour Contes de juillet de Guillaume Brac
- 2019 : Mention spéciale du jury Un certain regard pour Jeanne de Bruno Dumont

### Années 2020
- 2020 : Ours d’Argent de la Meilleure Actrice de la Berlinale pour Paula Beer dans Ondine de Christian Petzold
- 2020 : Grand Prix de la Critique Internationale de la Berlinale pour Ondine de Christian Petzold
- 2020 : Grand Prix du Jury de Sundance pour Epicentro de Hubert Sauper
- 2022 : Caméra d'Or au Festival de Cannes pour War Pony de Gina Gammell et Riley Keough
- 2023 : Grand prix du jury à la Berlinale pour Le Ciel rouge de Christian Petzold
- 2024 : Ours d'or à la Berlinale pour Dahomey de Mati Diop
- 2024 : Lumière du meilleur documentaire pour Dahomey de Mati Diop
- 2024 : Prix Louis-Delluc pour Miséricorde de Alain Guiraudie

## Décorations
- Chevalière de la Légion d'honneur (2013)
- Chevalière de l'ordre des Arts et des Lettres
- Officière de l'ordre national du Mérite (nommée par décret du 31 décembre 2020)
  - Chevalière du 12 janvier 2009[4]